# 天主教波薩達斯教區
天主教波薩達斯教區（拉丁語：Dioecesis Posadensis）是阿根廷一個羅馬天主教教區，屬科連特斯總教區。
教區成立於1957年2月11日，位於米西奧內斯省西部。2004年有教友552,890人（佔轄區總人口71.9%）、卅七個堂區、九十名司鐸。現任教區主教為若望·魯賓·馬丁內斯。